# Book packaging
Il book-packaging (o produzione di libri) è l'attività editoriale nella quale una casa editrice esternalizza la miriade di attività necessarie per mettere insieme un libro: scrittura, ricerca, redazione, illustrazione e finanche la stampa, ad una società esterna di book-packaging che, dopo aver prodotto il libro, lo vende all'editore finale.
Il book packager svolge pertanto il ruolo di intermediario fra la casa editrice e  scrittori, ricercatori, curatori e stampatori che progettano e producono il libro; in tal modo fonde i ruoli di agente, redattore ed a volte anche editore.
Il book-packaging è comune nel mercato della narrativa di genere, in particolare per i libri rivolti a pre-adolescenti e adolescenti e nel mercato della saggistica illustrata in coedizione.

## Modello di business
Le case editrici utilizzano i servizi di aziende di book packaging nei casi in cui la casa editrice non dispone delle risorse interne per gestire un progetto. Ci sono due motivi principali per cui le case editrici assumono un'azienda di book packaging: libri che richiedono molta mano d'opera (libri con molte illustrazioni o fotografie, libri che richiedono il coordinamento dell'input di diversi autori, o libri "novità", come i libri di giardinaggio che contengono pacchetti di semi) e libri di serie (ad esempio, Nancy Drew, Sweet Valley High, Goosebumps e la serie For Dummies).
In molti casi, il libro viene concepito come un concetto di marketing e poi viene assunto uno scrittore per scrivere il libro su base lavorativa. In alcuni casi, le aziende di book packaging utilizzano una celebrità con un nome molto commercializzabile come autore accreditato, mentre utilizzano un ghostwriter professionista per fare la maggior parte della scrittura, della ricerca e della revisione.
Il book packaging è una strategia comune tra le piccole case editrici in diversi mercati territoriali in cui l'azienda che acquista per prima i diritti di proprietà intellettuale, vende un pacchetto ad altre case editrici e ottiene un immediato ritorno sul capitale investito. La prima casa editrice stamperà spesso abbastanza copie per tutti i territori e otterrà così i massimi sconti quantitativi sulla tiratura per tutti.

## Remunerazione e credito
Sebbene il settore della creazione di pacchetti di libri sia poco conosciuto al di fuori del mondo dell'editoria, esso offre lavoro a molti autori e illustratori freelance, in particolare a coloro che sono disposti a lavorare come ghostwriter, senza essere accreditati nel libro. La maggior parte delle società che creano pacchetti di libri paga una tariffa fissa per i manoscritti che varia da diversi migliaia di dollari a $1 per parola. Tuttavia, la maggior parte di queste società non paga royalties, il che significa che anche se il romanzo di un ghostwriter diventa un bestseller, lo scrittore non riceverà un pagamento aggiuntivo. 
Spesso, gli scrittori o i creatori che lavorano per i pacchettizzatori di libri lavorano anonimamente come ghostwriter, sotto il nome della società che crea il pacchetto di libri ("dei nostri scrittori"), o sotto uno pseudonimo. In alcuni casi, il lavoro di uno scrittore verrà accreditato al nome di qualcun altro, come una celebrità, che viene pagata per essere elencata come autore accreditato come modo per aumentare le vendite.